# Фарсе и моралитети
Фарсе и моралитети (фр. Farces et moralités) су скуп од шест позоришних комада од по једног чина француског писца Октава Мирбоа, објављених 1904. године: 
- L'Épidémie (Зараза) (1898).
- Vieux ménages (Стара домаћинства) (1900).
- Les Amants (Љубавници) (1901).
- Le Portefeuille (Новчаник) (1902).
- Scrupules (Савесност) (1902).
- Interview (Интервју) (1904).

## Теме
Као по навици, Мирбо у овој збирци позоришних комада демистификује и подсмева се свему што један празан народ слепо поштује: закон, који је по својој природи опресиван, и полицију, самовољну и насилничку по својој дефиницији (Новчаник) ; љубав, једну обману (Љубавници), и брак, мочвара (Стара домаћинства) ; богатство, стечено на непоштен начин, и друштвени успон као једна лажна « гримаса » у друштву које почива на пљачки (Савесност, Стара домаћинства); штампа, успављујућа и дезинформаторска (Интервју), и политичка гарнитура, равнодушна према беди друштва и која брине једино о сопственом приходу (Зараза).
Својом великом оригиналношћу проширује оспоравање самог говора, захваљујући коме владајуће класе стичу потчињеност и поштовање тлачених и тако одржавају нејединствени друштвени поредак: говор је лажна новчаница који, далеко од тога да омогућава праву комуникацију, служи само за вођење неравноправних разговора међу класама (Зараза, Новчаник, Интервју) и међу половима (Љубавници, Стара домаћинства).
Мирбо ипак успева да нас засмеје оним због чега би пре требало да нас растужи у пустој нади да ће нам искра савести помоћи да живимо боље, да боље користимо нашу слободу и да се успешније побунимо.

## Од моралитета до фарсе
Налазећи се у континуитету средњовековних моралитета, који су имали педагошки и морализаторски циљ, Мирбо се одлучно определио за говор фарсе: увеличавање, занетост (Зараза и Новчаник), карикатура, игра речи, гротеска (Љубавници) и апсурд, показивач једног друштвеног поретка у коме све иде у опозицији здравом разуму и правди(Зараза, Новчаник, Савесност) представљају улог и гарантују неопходно дистанцирање, без претензије на и најмањи реализам. 
Изузетно оригиналне и модерне, Мирбоове Фарсе и моралитети, претходе истовремено и позоришту Бертолда Брехта, Марсела Ејмеа, Харолда Пинтера и Ежена Јонескуа. 
Мирбоови позоришни комади доживљавају све већи успех код публике и бројне позоришне трупе, аматери и професионални глумци стављају их на репертоар. 